# Zakrzewo (gmina, Grande-Pologne)
Pour les articles homonymes, voir Zakrzewo.
Zakrzewo est une gmina rurale du powiat de Złotów, Grande-Pologne, dans le centre-ouest de la Pologne. Son siège est le village de Zakrzewo, qui se situe environ 10 km au nord-est de Złotów et 114 km au nord de la capitale régionale Poznań.
La gmina couvre une superficie de 162,52 km2 pour une population de 3 095 habitants.

## Géographie

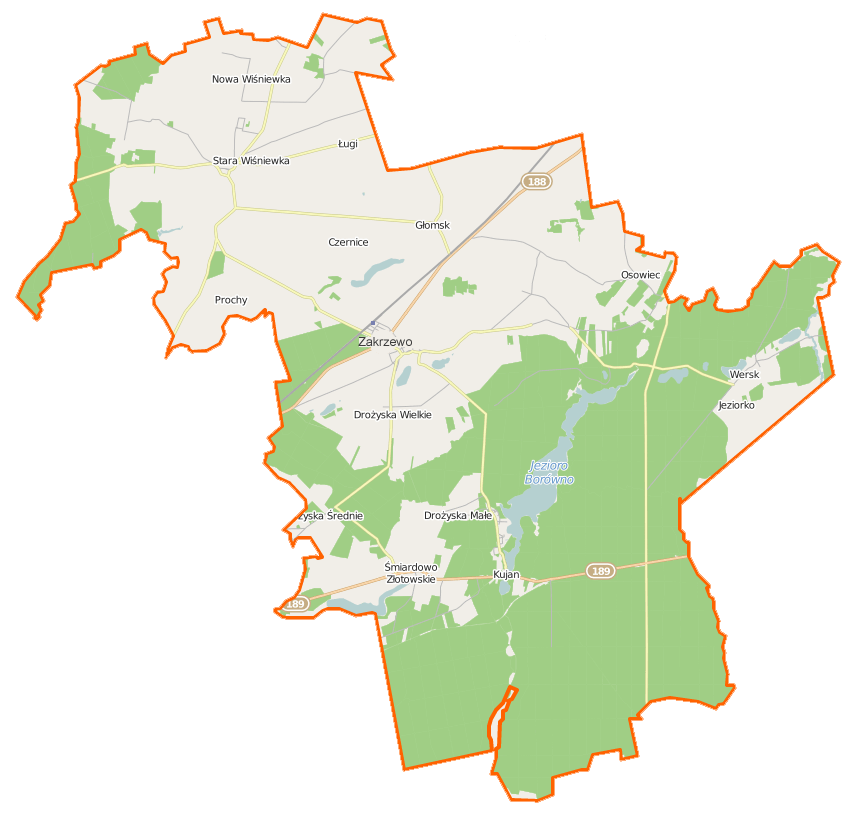
Plan de la gmina.

Outre le village de Zakrzewo, la gmina inclut les villages de:
- Czernice
- Drożyska Małe
- Drożyska Średnie
- Drożyska Wielkie
- Głomsk
- Kujan
- Ługi
- Nowa Wiśniewka
- Osowiec
- Prochy
- Stara Wiśniewka
- Śmiardowo Złotowskie
- Wersk

### Gminy voisines
La gmina de Zakrzewo est bordée des gminy de:
- Lipka
- Więcbork
- Złotów

## Structure du terrain
D'après les données de 2002, la superficie de la commune de Zakrzewo est de 162,52 km², répartis comme tel :
- terres agricoles : 46%
- forêts : 46%

La commune représente 9,78% de la superficie du powiat.

## Démographie
Données du 30 juin 2004 :
| description        | Total  | Total | Femmes | Femmes | Hommes | Hommes |
| ------------------ | ------ | ----- | ------ | ------ | ------ | ------ |
| Unité              | Nombre | %     | Nombre | %      | Nombre | %      |
| population         | 4 788  | 100   | 2 366  | 49,4   | 2 422  | 50,6   |
| Densité (hab./km²) | 29,5   | 29,5  | 14,6   | 14,6   | 14,9   | 14,9   |